# Ю
Ю, ю は、キリル文字のひとつ。Ѹ, ѹ [u] を І によってヨット化し、後部要素の у を省略した文字である。対応するグラゴル文字は (ユー)。

## 呼称
- ウクライナ語：ユー；円唇後舌狭母音
- キルギス語：ユー
- ブルガリア語：ユ
- ロシア語：ユー

## 音素
原則として /ju/ を表す。

## アルファベット上の位置
ロシア語の第 32 字母、ウクライナ語・ベラルーシ語の第 31 字母、ブルガリア語の第 29 字母である。

## 符号位置
| 大文字 | Unicode | JIS X 0213 | 文字参照        | 小文字 | Unicode | JIS X 0213 | 文字参照        | 備考 |
| ------ | ------- | ---------- | --------------- | ------ | ------- | ---------- | --------------- | ---- |
| Ю      | U+042E  | 1-7-32     | &#x42E; &#1070; | ю      | U+044E  | 1-7-80     | &#x44E; &#1102; |      |